# Věra Krumphanzlová
Akademická malířka Věra Krumphanzlová (* 6. prosince 1946 Praha) je česká malířka.

## Život a dílo
Svoji uměleckou dráhu započala v 70. letech 20. století, zejména ilustrováním pro dětské časopisy Sluníčko, Mateřídouška, ABC, užitou i volnou grafikou.
Podílela se jako animátorka na Česko-francouzském celovečerním kresleném filmu Divoká planeta, pracovala v rozhlase, v televizi (Malý televizní kabaret, Zpívánky, Studio mladých...)
V letech 1996 - 2000 pracovala jako kurátorka a vedoucí galerie Chodovské tvrzi v Praze, kde se podílela na realizaci cca 80 výstav významných českých i zahraničních umělců, inspirovala a realizovala mnoho kulturních projektů.
Zhruba od 90. let 20. století se zabývá ve větším měřítku malbou, preferuje výrazně abstraktní malbu, experimentuje a vytváří vlastní techniky se základem v monotypu.
Má tři syny (David, Robert a Michal).